# Domneva nedolžnosti
Domneva nedolžnosti je pravno načelo, da se vsaka oseba, obtožena katerega koli kaznivega dejanja, šteje za nedolžno, dokler se ji krivda ne dokaže. V skladu z domnevo nedolžnosti je torej pravno dokazno breme na tožilstvu, ki mora razsojevalcu (sodniku ali poroti) predložiti prepričljive dokaze. Če tožilstvo ne dokaže resničnosti obtožbe, je oseba oproščena obtožbe. Tožilstvo mora v večini primerov nedvomno dokazati obtoženčevo krivdo. Če obstaja utemeljen dvom, mora biti obtoženec oproščen. Nasprotni sistem je domneva krivde.
Danes je domneva nedolžnosti eno od temeljnih načel v mnogih državah in v mnogih pravnih sistemih, vključno s kontinentalnim civilnim in anglosaškim običajnim pravnim sistemom, je domneva nedolžnosti zakonska pravica obtoženca v kazenskem procesu. 
Na ravni Združenih narodov je izrecno zapisana v 11. členu Splošne deklaracije človekovih pravic in na evropski ravni v Evropski konvenciji o človekovih pravicah. Zapisana je tudi v slovenski ustavi.

## Zgodovina

### Rimsko pravo
Justinijanova Digesta iz šestega stoletja (22.3.2) navaja kot splošno pravilo: Ei incumbit probatio qui dicit, non qui negat — »Dokaz je na tistem, ki trdi, ne na tistem, ki zanika«. Pripisujejo ga pravniku Juliju Pavlu (2./3. stoletje). V rimsko kazensko pravo ga je uvedel cesar Antonin Pij. 
Sodoben sistem kontinentalnega civilnega prava izhaja iz rimskega pravnega sistema (v nasprotju z anglosaškim sistemom običajnega prava). Maksimo in njene izpeljanke so sprejele številne države, ki uporabljajo sistem civilnega prava. 

### Srednjeveško evropsko pravo
Po razpadu Zahodnega rimskega cesarstva je na njegovem območju prevladalo fevdalno pravo, ki je bilo sinteza vidikov rimskega prava in nekaterih germanskih običajev, vključno z domnevno krivdo. Na primer, obtoženi bi lahko dokazal svojo nedolžnost tako, da bi dvanajst ljudi priseglo, da ni mogel storiti tega, česar je bil obtožen. V praksi je to dajalo prednost plemstvu pred nižjimi sloji, katerih priče so tvegale, da bodo obravnavane kot manj verodostojne.
Sojenja s preizkušnjami so bila običajna od 6. stoletja do začetka 13. stoletja in znano je, da so se nadaljevale v 17. stoletju v obliki lova na čarovnice. Kompurgacija (sojenje pod prisego), ki je bilo pogosto v zgodnjem germanskem pravu, je leta 1215 v Rimu na četrtem lateranskem koncilu uradno sprejel papež Inocenc III., preizkušnje z ognjem in vodo pa so bile posebej prepovedane. To je bilo v obdobju razvoja jus commune,  ko je kanonsko pravo katoliške cerkve močno vplivalo na običajno pravo.
V začetku 13. stoletja je Ludvik IX. Francoski prepovedal vsa sojenja s preizkušnjo in v kazenske postopke uvedel domnevo nedolžnosti. Načelo se ni obdržalo dolgo in institucionalna uporaba mučenja, imenovana question préalable, ki so jo delili na question ordinaire (lahko mučenje) in question extraordinaire (hudo mučenje), se je po presoji sodnika uporabljala proti posameznikom, osumljenim kaznivega dejanja, kar naj bi trajalo vse do francoske revolucije. 

### Razsvetljenstvo
Ideja domneve nedolžnosti je eden največjih dosežkov sodobne ustavne države. V 18. stoletju jo je izrecno oblikoval Cesare Beccaria, pomemben pravni filozof razsvetljenstva in oče odprave smrtne kazni. V svojem magnum opusu O zločinih in kaznih piše: 
»Človek se ne more šteti za krivega pred sodnikovo sodbo; in družba mu ne more odvzeti javnega varstva, dokler se ne prepriča, da je kršil pogoje, pod katerimi mu je bilo podeljeno. […] Tukaj je zelo preprost stavek: kaznivo dejanje je lahko gotovo ali pa negotovo. Če smo prepričani, je treba storilca kaznovati samo z zakonom določeno kaznijo, mučenje pa je neuporabno, saj krivčevega priznanja ne potrebujemo več. Če je zločin negotov, ali ni grozno mučiti nedolžnega? Ker se pred zakonom šteje za nedolžnega, če zločin ni dokazan.«
Po tem razvoju individualnih pravic in idej razsvetljenstva je v Dekleraciji o pravicah človeka in državljana iz leta 1789 v 9. členu zapisano: »Ker vsaka oseba velja za nedolžno, dokler ni razglašena za krivo, se je treba njeni osebi, če se šteje, da je aretacija neizogibna, izogniti vsem težavam, ki jih ni potrebno zavarovati, zakona."

## Pomen
»Domneva nedolžnosti« poudarja, da je tožilstvo dolžno dokazati vsak element kaznivega dejanja onkraj razumnega dvoma (ali na kakšni drugi stopnji dokaza, odvisno od kazenskopravnega sistema) in da obtoženec ne nosi nobenega dokaznega bremena. To je pogosto izraženo v frazi presumed innocent until proven guilty (angleško: domneva se za nedolžnega, dokler ni dokazana krivda), ki jo je skoval britanski odvetnik sir William Garrow med sojenjem leta 1791 v Old Baileyju. Garrow je vztrajal, da se obtoževalce temeljito preizkusi na sodišču. Objektivni opazovalec v položaju porotnika mora razumno sklepati, da je obdolženec skoraj zagotovo storil kaznivo dejanje. Leta 1935 je angleško prizivno sodišče v svoji sodbi Woolmington proti direktorju javnega tožilstva pozneje ta koncept opisalo kot »zlato nit« angleškega kazenskega prava. Garrowova izjava velja za prvo uradno artikulacijo tega načela.
Domnevo nedolžnosti je prvotno izrazil francoski kardinal in pravnik Jean Lemoine z besedno zvezo item quilbet presumitur innocens nisi probetur nocens (latinsko: oseba se šteje za nedolžno, dokler se ji ne dokaže krivda), ki temelji na pravnem sklepu, da večina ljudi ni kriminalcev. To se ni nanašalo samo na dejstvo, da je dokazno breme v kazenski zadevi na tožilstvu, temveč tudi na zaščito, ki bi jo moral imeti obdolženec: predhodno obvestilo o obtožbi proti njemu, pravico do soočenja, pravico do zagovornika, itd. Dobesedno velja za ugoden dokaz za obtoženca, ki se samodejno priloži na sojenju. Zahteva, da presojevalec dejstev, naj bo to porotnik ali sodnik, začne z domnevo, da država ne more podpreti njegove trditve.  Da bi zagotovili ohranitev tega pravnega varstva, postopek kazenskega sojenja ureja sklop treh povezanih pravil. Domneva pomeni:
1. V zvezi s kritičnimi dejstvi primera – ali je bilo obtoženo kaznivo dejanje storjeno in ali je bil obtoženec oseba, ki je storila kaznivo dejanje – ima država celotno dokazno breme.
2. V zvezi s kritičnimi dejstvi primera toženec nima nobenega dokaznega bremena. Obdolžencu ni treba pričati, poklicati prič ali predložiti drugih dokazov, in če se obtoženec odloči, da ne bo pričal ali predložil dokazov, te odločitve ni mogoče uporabiti proti njemu.
3. Porota ali sodnik ne sme potegniti nobenih negativnih sklepov iz dejstva, da je bil obtoženec obtožen kaznivega dejanja in je prisoten na sodišču ter ga zastopa odvetnik. O zadevi morajo odločiti izključno na podlagi dokazov, predstavljenih med sojenjem.